# A Battle Royal (film 1908)
A Battle Royal è un cortometraggio muto del 1908 diretto da Gilbert M. 'Broncho Billy' Anderson.

## Produzione
Il film fu prodotto dalla Essanay Film Manufacturing Company.

## Distribuzione
Il cortometraggio, che uscì nelle sale cinematografiche USA il 16 dicembre 1908, nelle proiezioni veniva programmato con il sistema dello split reel, accorpato in un'unica bobina con un altro cortometraggio della Essanay diretto da Anderson, The Installment Collector.